# International Cycling Association
L'International Cycling Association (in italiano Associazione ciclistica internazionale) è stata la prima federazione sportiva internazionale di ciclismo. Fondata nel 1892 da Henry Sturmey per stabilire una definizione comune per quanto riguarda il dilettantismo e per organizzare dei campionati del mondo, venne sostituita dall'Unione Ciclistica Internazionale (UCI) nel 1900.

## Storia
Il crescente interesse per lo sport alla fine del XIX secolo fece sì che la questione del dilettantismo divenne un problema comune a molte discipline; questo era particolarmente rilevante nelle corse ciclistiche dal momento che i ciclisti avevano iniziato a viaggiare a livello internazionale per competere in gare su pista nei velodromi, con relative spese che potevano creare diversi punti di vista in sede di iscrizione. L'associazione ciclistica di riferimento all'epoca era la National Cyclists' Union (NCU) della Gran Bretagna, le cui competizioni interne erano considerati come i campionati del mondo non ufficiali. Henry Sturmey della rivista The Cyclist e in seguito fondatore della Sturmey-Archer, per garantire una competizione mondiale indipendente da qualsiasi ente nazionale, propose nel 1892 la nascita di un'associazione internazionale; con l'aiuto di varie personalità britanniche, tra cui George Lacy Hillier, ebbe modo avvicinarsi ad altre associazioni ciclistiche nazionali attraverso la NCU.
Nel novembre 1892 si tenne un incontro nella Royal Agricultural Hall di Londra tra la National Cyclists' Union (rappresentata da Henry Sturmey e W. M. Appleton), l'Union des sociétés françaises de sports athlétiques francese (A. E. Kemplen), la Bund Deutscher Radfahrer tedesca (Heinrich Kleyer), la Koninklijke Nederlandsche Wielren Unie olandese (Frans Netscher), l'Unione velocipedistica italiana (G. Bonetti), la Koninklijke Belgische Wielrijdersbond belga (A. Choisy) e la Canadian Cycling Association canadese (P. E. Doolittle); non fu invitata l'Union vélocipédique de France che era l'organo ciclistico francese, dal momento che la NCU aveva interrotto i rapporti con essa per la questione del dilettantismo. L'incontro stabilì che qualsiasi nazione potesse appartenere all'ICA "purché facesse rispettare una rigida regola amatoriale", deliberando di organizzare un campionato del mondo in pista con competizioni di un miglio, di 10 km e di 100 km, oltre ad una possibile corsa a squadre.
George Herbert Stancer disse: "Dopo un modesto inizio nei primi anni del 1890 la ICA ottenne un notevole successo, conquistando infine il sostegno di tutti gli importanti organi di controllo dello sport nel mondo del ciclismo". Nel 1893 si tennero a Chicago i primi campionati del mondo di ciclismo su pista, riservati ai soli dilettanti, mentre dal 1895 vennero ammessi alle competizioni mondiali anche ciclisti professionisti. La ICA fu l'unico organo internazionale ad essere rappresentato durante il I Congresso Olimpico nel 1894, con cui vennero ristabiliti i Giochi olimpici e venne creato il Comitato Olimpico Internazionale.
La Francia, con il supporto dei rappresentanti italiani, tedeschi e austriaci e in protesta con il dominio britannico nelle corse internazionali, obiettò il fatto che la Gran Bretagna aveva più di un voto e più di una squadra nelle varie competizioni, dal momento che Scozia, Irlanda, Australia, Sud Africa e Canada avevano squadre indipendenti; la gestione della ICA fu inoltre definita "tirannica, dispotica e deleteria" e fin troppo affine al mondo britannico. Poco prima dei campionati del mondo di Parigi del 1900, i delegati francesi proposero in una riunione di limitare ad uno solo i team del Regno Unito. Stancer riuscì a rinviare la decisione, tuttavia prima che si tenesse una nuova riunione, il 14 aprile 1900 venne organizzato un incontro nella capitale francese in cui venne fondata l'Unione Ciclistica Internazionale da varie nazioni europee e gli Stati Uniti d'America; la NCU e gli altri associazioni britanniche vennero ammessi solo nel 1903, limitando ad una sola le squadre britanniche.